# Marek Marcisz
Marek Ireneusz Marcisz (ur. 13 sierpnia 1974 w Knurowie) – polski geolog, doktor habilitowany Politechniki Śląskiej.

## Życiorys
W 1998 ukończył studia na Wydziale Górnictwa i Geologii Politechniki Śląskiej, a następnie pozostał na wydziale jako pracownik naukowy. W 2004 obronił przygotowaną pod kierunkiem prof. Krystiana Probierza pracę Zmiany jakości węgla od złoża do produktu handlowego na przykładzie procesu produkcyjnego KWK „Szczygłowice”, w 2011 przedstawił rozprawę habilitacyjną Szacowanie gęstości opróbowania pokładów węgla kamiennego w Górnośląskim Zagłębiu Węglowym. Marek Marcisz prowadzi prace badawcze w zakresie geologii złóż, geostatystyki, a także stosowania technik informatycznych w geologii górniczej. Zajmuje się również szacowaniem jakości węgla kamiennego podczas jego eksploatacji i przeróbki oraz petrologiczną oceną procesów wzbogacania i przetwórstwa węgla. Dorobek naukowy Marka Marcisza obejmuje ponad 50 publikacji, w tym 4 monografie. Do 2022 roku pełnił funkcję przewodniczącego  Komisji Nauk Geologicznych PAN o. Katowice. Członek zarządu Polskiego Stowarzyszenia Geologów Górniczych.

## Odznaczenia i nagrody
- Złota odznaka honorowa „Zasłużony dla Górnictwa RP”,
- Odznaka honorowa „Zasłużony dla Polskiej Geologii”,
- Medal Komisji Edukacji Narodowej,
- Generalny Dyrektor Górniczy II st.